# Schloss Warnbach

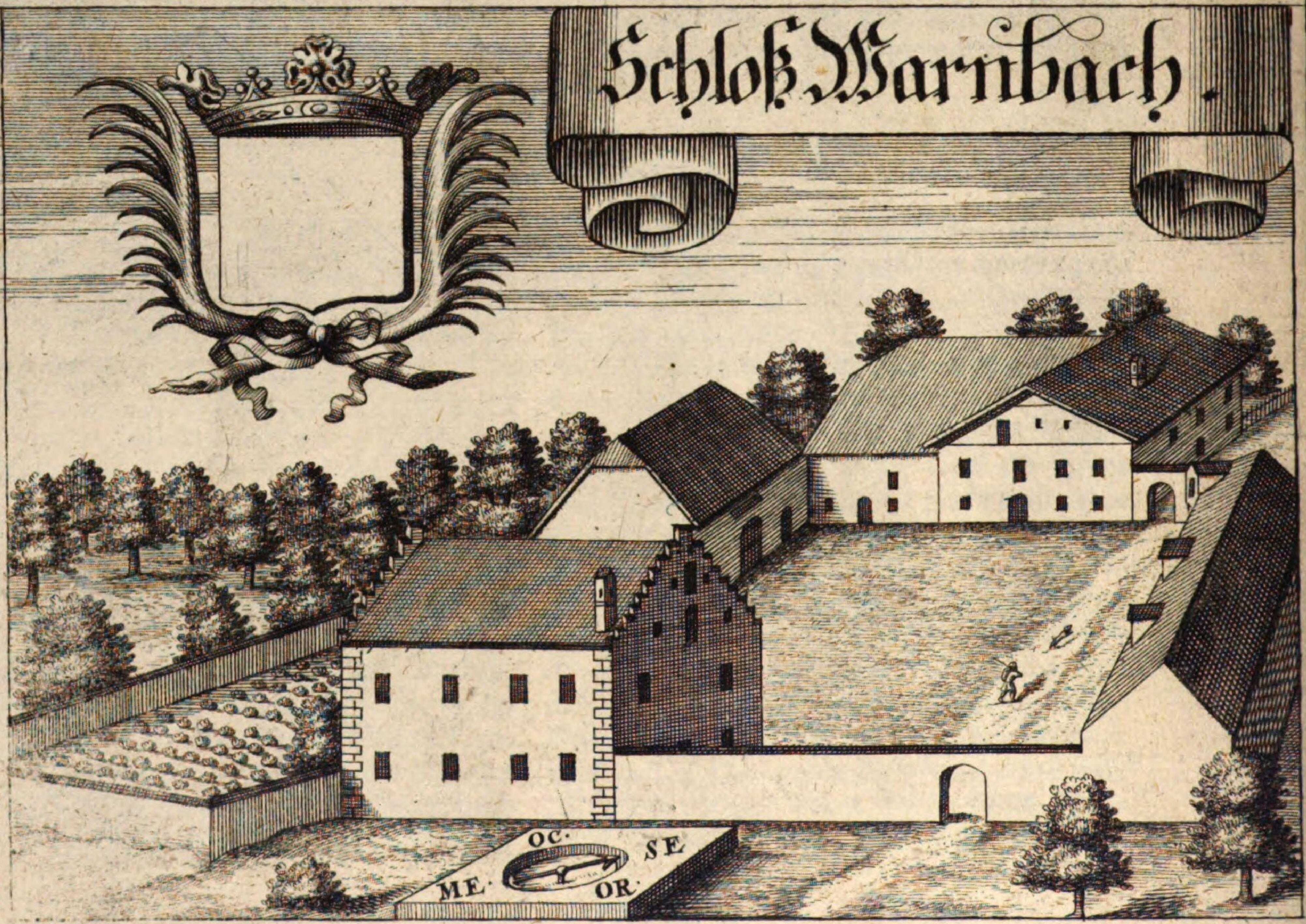
Schloss Warnbach, Stich von Michael Wening, 1721

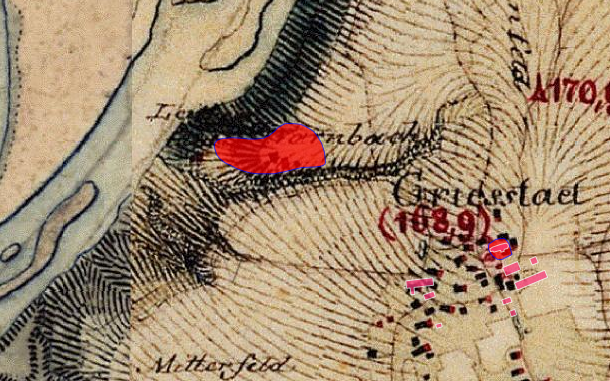
Lageplan von Schloss Warnbach auf dem Urkataster von Bayern

Schloss Warnbach ist ein abgegangenes Schloss beim Weiler Warnbach in der Gemeinde Griesstätt, Landkreis Rosenheim in Bayern. Die Anlage wird als Bodendenkmal unter der Aktennummer D-1-8039-0037 im Bayernatlas als „Burgstall des hohen und späten Mittelalters sowie abgegangenes Hofmarkschloss der frühen Neuzeit ("Schloss Warnbach")“ geführt. 

## Geschichte
Ortsadel lässt sich in Griesstätt bereits seit dem 12. Jahrhundert nachweisen. Diesen „Griesstättern“ gelang über die Jahre hinweg der Aufbau einer dauerhaften Herrschaft um ihre befestigte Burg Warnbach. Diese lag bei dem noch heute bestehenden gleichnamigen Ortsteil, der in den Überlieferungen des Klosters Herrenchiemsee um das Jahr 1170 erstmals erwähnt wird. Nachfolger der Griesstätter wurden die mit ihnen verwandten „Schonstetter“, die sich nach 1378 wiederholt auch Schonstetter von Warnbach nannten. Diese Familie starb 1560 mit Hans Schonstetter von Warnbach in der männlichen Linie aus. Im Erbgang fiel die Hofmark an Sieghart von Leublfing, der Schloss Warnbach und die zugehörige Hofmark Griesstätt 1573 an Alexander von Freyberg zu Hohenaschau und Neubeuern verkaufte. In der Folgezeit wechselten die Besitzer häufig. Bekannt sind 1594 Georg von Etzdorf, ein landesfürstlicher Jägermeister und Pfleger zu Trostberg sowie 1611 Lazarus Widmer, Bürgermeister von Burghausen.
1667 kaufte das Kloster Altenhohenau die ausgedehnte Hofmark Griesstätt mit Warnbach und war damit bis zur Säkularisation 1803 die wichtigste Grund- und Niedergerichtsherrschaft im Gebiet von Griesstätt.  Ein Stich von Michael Wening zeigt das Schloss im Jahr 1701. Vom wohl nach Aufhebung der bayerischen Hofmark-Hoheit im Jahre 1848 abgegangenen Schloss Warnbach sind nur noch geringe Bodenreste erhalten. Diese sind als Bodendenkmal als Burgstall des hohen und späten Mittelalters sowie abgegangenes Hofmarkschloss der frühen Neuzeit ("Schloss Warnbach") vom Bayerischen Landesamt für Denkmalpflege gelistet.